# Explosion de LaSalle Heights
L'explosion de LaSalle Heights est une rupture et explosion d'une conduite de gaz qui se produit dans le secteur de LaSalle Heights dans la ville de LaSalle (maintenant arrondissement de Montréal) au Québec. L'explosion détruit plusieurs habitations à loyers modiques entraînant au passage le décès de 28 personnes, en blesse 39 et fait 200 sans-abri. Survenant le matin, plusieurs victimes sont des mères et jeunes enfants.

## LaSalle Heights
Le quartier de LaSalle Heights est un secteur de la ville de LaSalle composé de nombreux immeubles d'habitation à loyer modique et situé autour des rues Bergevin et Jean-Milot. Le secteur est construit par la LaSalle Heights Inc. entre 1955 à 1956 au coût de 5 300 000 $. Annoncé en 1955, le site regroupait 678 unités d'habitation (54 maisons en rangée de trois chambres, 422 appartements de trois chambres, 136 appartements de deux chambres, 50 appartements d'une chambre et 16 studios). Le loyer était de 30 $ par mois à 57 $ par mois et offert aux familles dont le revenu était compris entre quatre et six fois celui du loyer. Le bloc consiste en 25 immeubles identique de forme en U ayant chacun 36 appartements de tailles variables.

## Explosion
Autour de 8 h 5 une fissure de 6 pouces (150 mm) émerge d'une conduite de gaz naturel dans le sous-sol du 367 de la rue Bergevin. L'explosion qui s'ensuit détruit complètement l'unité et endommage les bâtiments voisins du 365, 363, et 361. Approximativement, 36 unités sont touchées. Le choc de l'explosion entraîne la formation d'un cratère de 6,1 m de profondeur à l'endroit même où se trouvait l'immeuble de trois étages,. Durant les enquêtes qui suivent la tragédie, les métallurgistes André Horne et William Williams conclue en une fissure, possiblement endommagé lors du transport ou de l'installation, était la cause de l'explosion.

## Conséquences
À 22 h le soir du jour de l'explosion, le coroner Marcel Trahan révèle le nom des victimes connues à se moment. Le 3 mars, une liste complète est diffusée. À se moment, quatre personnes étaient toujours portées disparues et une victime ne pouvait pas être identifiée.

### Morts

#### 0365 rue Bergevin
- Nancy McGuigan (née Margret Nancy Green, 31 ans) et ses enfants Gordon (12 ans), Caroline (10 ans) et Warren (13 mois)
- Vera Peard (née Veronica Marion Costello, 39 ans) et ses enfants Kevin (2 ans), Dianne (6 ans) et Sharon (9 ans)
- Mary Czopko et ses filles Brenda (5 ans) et Johanne (7 ans)
- James Dyer (35 ans), un chambreur avec la famille Czopko
- Jean Marc Thibeault (44 ans) et Mme Jean Marc Thibeault (51 ans)
- Louis Bischoff (44 ans)

#### 0367 rue Bergevin
- Donna, Vera et Anne-Marie Rehanek (respectivement 8, 5 et 2 ans)
- Emma Arsineau (50 ans)
- Marielle Quesnel (33 ans)
- Mrs. John Chalmers et sa fille Debra-Ann (3 ans)[5]

#### Autres adresses
- Sandra Dawson (3 ans), petite-fille d'Emma Arsineau
- Marc Anthony Fernando (3 mois)
- Sheila Jones (1 an)
- Gail Sylvia (16 ans)
- Heather Sylvia (10 ans)
- Donna Sylvia (4 ans)

### Blessés
- Danny Silver (8 ans) : fracture du nez, coupure
- Sharon Silver (10 ans) : fracture de la james, coupure
- Diane Silver (3 ans) : sous observation
- Laura Silver (4 ans) : contusions
- Louis Lajoie (8 ans) : contusions
- Mary Czopko (32 ans) : blessures au dos (déclaré décédé par erreur la journée de l'explosion. Meurt le 26 mars 1965)
- Norman Czopko (9 mois) : jambes fracturées, contusions
- Gary Czopko : contusions
- Leean Jones (2 ans) : contusions
- Susan Peard (13 ans) : multiples fractures et contusions
- Mrs. James Ilacqua : coupures et contusions
- Mrs. James Dawes : contusions
- Albert Rehanek : brûlure et contusions
- Selma Ryce Rehanek : brûlure et coupures
- Antonio Ciarlo : contusions, brûlure, sous observation
- Helmute Wiet : multiples fractures, brûlure
- Wayne McGuigan (fils de Nancy, 3 ans) : jambe brisée lors du sauvetage d'une cage d'escalier
- Andrew Silver : jambes brisées, bras brisé, crâne partiellement fracturé

En plus de 23 personnes blessées nommées dans la Gazette de Montréal le 3 mars 1965 sans plus de détail.

### Réactions
Dès 8 h 25, des officiers du département de lutte contre les incendies de LaSalle arrivent sur place. Durant l'après-midi, le premier ministre Jean Lesage et quelques députés et ministres se rendent sur place pour constater les dommages. Les jours suivants, une fondation est créée pour les victimes et un téléthon est diffusé à la radio et à la télévision. Une somme d'environ 600 000 $ est amassée à la suite de cette initiative.
La reine Elisabeth II adresse dans une lettre : « C'est avec une grande tristesse que j'apprends le tragique accident survenu à Ville LaSalle. Veuillez transmettre mes sincères condoléances au maire, aux blessés et aux proches de ceux qui ont perdu la vie. »
La Société canadienne d'hypothèques et de logement et le ministre fédéral chargé du programme d'habitation offre environ 60 maisons vacantes pour les plus de 200 sinistrés. Les loyers sont également gratuit pour les deux premiers mois.
En novembre de la même années, Herbert Peard intente une poursuite contre la Corporation du gaz naturel du Québec. La femme de Peard et ses trois enfants figurent parmi les victimes. Le procès de 85 000 $ comprenait aussi une réclamation de 21 000 $ pour sa fille Susan, gravement blessée et seule survivante de sa famille.
Le 29 mars 1965, la LaSalle Heights Inc. annonce à tous ses locataires de la LaSalle Heights Housing Development qu'ils sont autorisés à brisé leur baux s'ils le désirent.
En février 1967, la LaSalle Heights Inc. intente une poursuite de 853 275 $ contre la Corporation du gaz naturel du Québec.

## 50eanniversaire commémoratif
L'arrondissement de LaSalle organise plusieurs activités en 2015 afin de rendre hommage au victime :
- toutes les églises de LaSalle sont invitées à commémorer l'évènement lors de leurs messes dominicales du 1er mars ;
- une résolution est adoptée et une minute de silence observée durant la séance du conseil le 2 mars ;
- l'arrondissement offre une subvention de 3 000 $ à la Société historique Cavelier-de-LaSalle pour rédige une monographie sur la catastrophe ;
- l'arrondissement organise une exposition relatant la tragédie, incluant des photos d'archives et des articles de journaux ;
- une place publique nommée Place du 1er-Mars-1965 est inauguré à l'angle des rues Lyette et du boulevard LaSalle incluant une stèle commémorative[9],[10].